# Corydalis diphylla
Corydalis diphylla är en vallmoväxtart. Corydalis diphylla ingår i släktet nunneörter, och familjen vallmoväxter.

## Underarter
Arten delas in i följande underarter:
- C. d. diphylla
- C. d. murreeana
- C. d. occidentalis